# Sigurd Lewerentz
Sigurd Lewerentz, född 29 juli 1885 på Sandö i Bjärtrå församling i Västernorrlands län, död 29 december 1975 i Lund, var en svensk arkitekt och landskapsarkitekt. Lewerentz är fortfarande en av Sveriges internationellt sett mest uppmärksammade arkitekter.

## Biografi

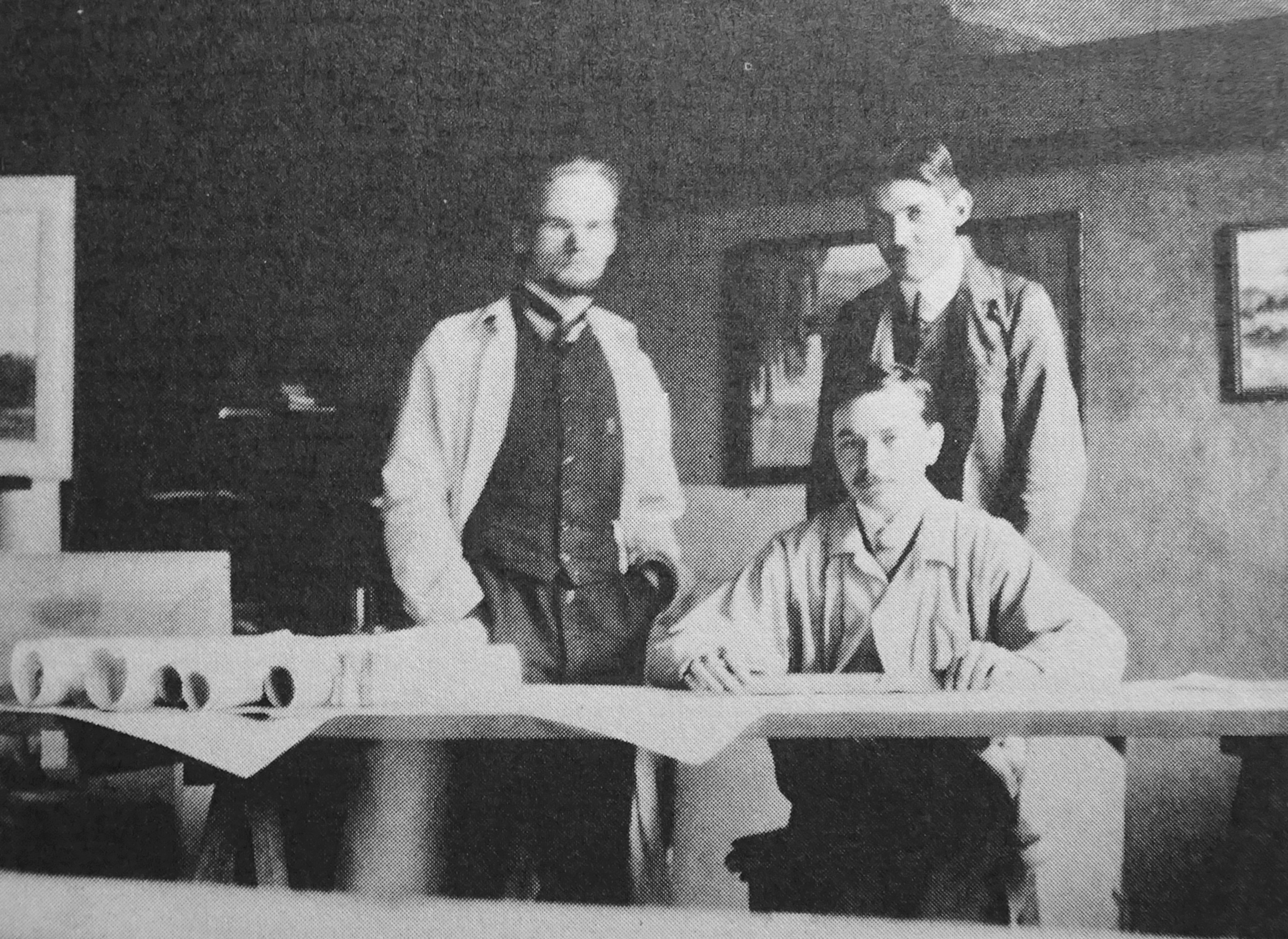
Möhrings kontor, Berlin 1908. Bruno Möhring (till vänster), Josef Scherer (sittande) och Sigurd Lewerentz.

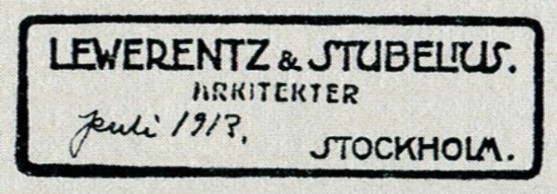
”Lewerentz & Stubelius” ritningsstämpel.

Sigurd Lewerentz var son till disponenten vid Sandö glasbruk Gustaf Adolf Lewerentz och Hedvig Mathilda Holmgren. Släkten kommer ursprungligen från Nordtyskland.
Sigurd Lewerentz gifte sig 12 april 1911 med Edith Engblad (1887-1969); tillsammans fick de tre barn. Lewerentz studerade vid Chalmers tekniska högskola i Göteborg, först mekanik, sedan husbyggnad och tog examen 1908. Han arbetade därefter på arkitektkontor i Tyskland, bland annat hos Richard Riemerschmid och Bruno Möhring. År 1909 började Lewerentz studier per korrespondens vid Konstakademins byggnadsskola. 
Missnöjd med den konservativa undervisningen där startade han, tillsammans med en grupp andra studenter, Klara skola. Därtill arbetade Lewerentz hos Carl Westman. Åren 1911–1916 ledde han arkitektkontoret Lewerentz & Stubelius ihop med Torsten Stubelius. Hans första projekt som självständig arkitekt var Villa Ericsson på Lidingö som han ritade (tillsammans med Stubelius) för ingenjören Gustaf L.M. Ericsson i nationalromantiskt stil. Villan för Ericsson skulle samtidigt bli den enda byggnaden i Lewerentz produktion med anknytning till nationalromantiken.
I samarbete med Gunnar Asplund ägnade han sig från 1915 åt projektet Skogskyrkogården i Stockholm. Lewerentz insatser gällde främst själva landskapet, men också huvudentrén och framför allt det klassicistiska Uppståndelsekapellet (1925). Arkitekterna formgav hela komplexet, från landskap till minsta lampa. Skogskyrkogården stod klar 1940. Lewerentz tvingades lämna projektet som slutfördes på egen hand av Asplund.
Till Lewerentz mest personliga verk hör Östra kyrkogården i Malmö som han arbetade med från 1916 till 1969. Han vann arkitekttävlingen med sitt bidrag Ås efter Hohögsåsen som är en dominerande del av området. Den första delen invigdes 1921. Lewerentz ritade på 1940-talet en kapell- och krematorieanläggning med S:ta Gertruds, S:t Knuts och Hoppets kapell. Han blev under 1910- och 1920-talet en auktoritet på området och ritade även gravmonument och en utställningsbyggnad åt Svenska Eldbegängelseföreningen på Jubileumsutställningen i Göteborg 1923. 1927 ritade han även ett förslag för Kvibergs kyrkogård i Göteborg.

### Stockholmsutställningen 1930

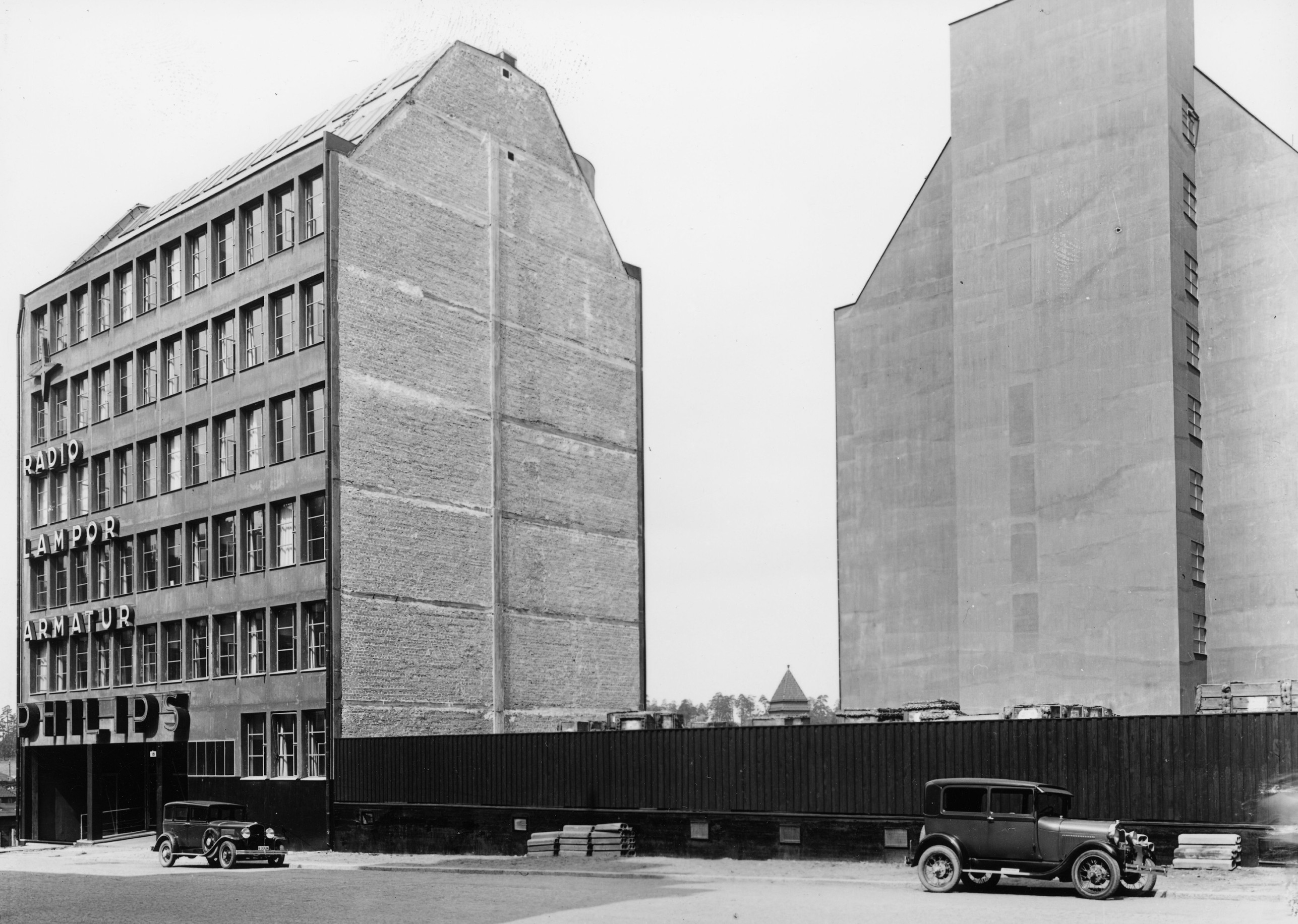
Philips-huset

Lewerentz var en av frontpersonerna vid Stockholmsutställningen 1930 där han ritade några utställningspaviljonger. Han var även delaktig i den grafiska formgivningen, bland annat utställningslogon, affischer och Stockholmsutställningens reklammast. Vid denna tid var han även engagerad i utformningen av livsmedelsbutiker och kontorshus. Bland annat ritade han det funktionalistiska Svenska Philips-huset i Stockholm som huvudkontor och lager åt Svenska Philips, idag klassad som kulturhistoriskt värdefull byggnad.
År 1933 vann Lewerentz arkitekttävlingen om Stadsteater i Malmö och fick, efter omtävling, genomföra projektet med de övriga pristagarna Erik Lallerstedt och David Helldén. Malmö stadsteater (numera Malmö Opera) invigdes 1944. 
I slutet av 1940-talet vann Lewerentz tävlingen om restaureringen av Uppsala domkyrka. Hans förslag förenade en djupgående förståelse av gotikens konstruktionsprinciper med vad han menade var sin tids ”uppfattning om det konstruktivas betydelse och rätt till uttrycksfullhet”. Lewerentz fråntogs dock priset, bland annat beroende på hans ålder och påstådda samarbetssvårigheter.

### Idesta

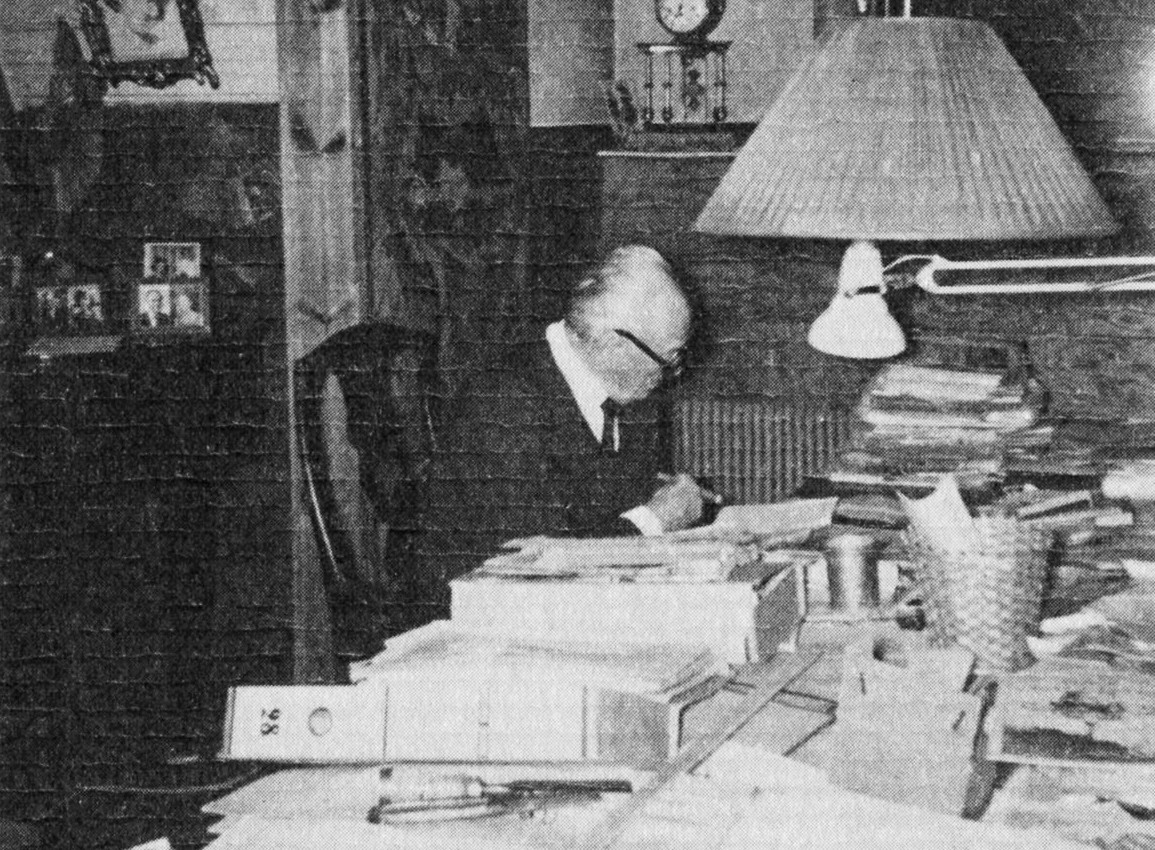
Sigurd Lewerentz i sin lägenhet på fabriken i Eskilstuna, 1950-tal.

Lewerentz kämpade mot vad han ansåg vara ett uselt svenskt arkitekturklimat. Efter ett par allvarliga besvikelser drog han sig på 1940-talet tillbaka för att ägna över ett decennium åt fönster- och dörrtillverkning med det av honom utvecklade byggsystemet Idesta. Lewerentz och hans fru bröt upp från Stockholm och flyttade till Eskilstuna. Vintern 1940 köpte Lewerentz en industrifastighet i Eskilstuna för att börja med egen tillverkning eftersom han inte var helt nöjd med kvaliteten. Till verksamheten knöt han AB Idesta och AB Blokk, det senare bildades 1930 med Lewerentz som delägare, Blokk tillverkade 1930 bland annat Stockholmsutställningens reklammast. Ett av de första byggnaderna där system Idesta kom till användning var byggnaden för  Riksförsäkringsanstalten i Stockholm. År 1956 överlämnade han ansvaret och driften av företaget till sonen Carl Lewerentz.

### Sista åren som arkitekt

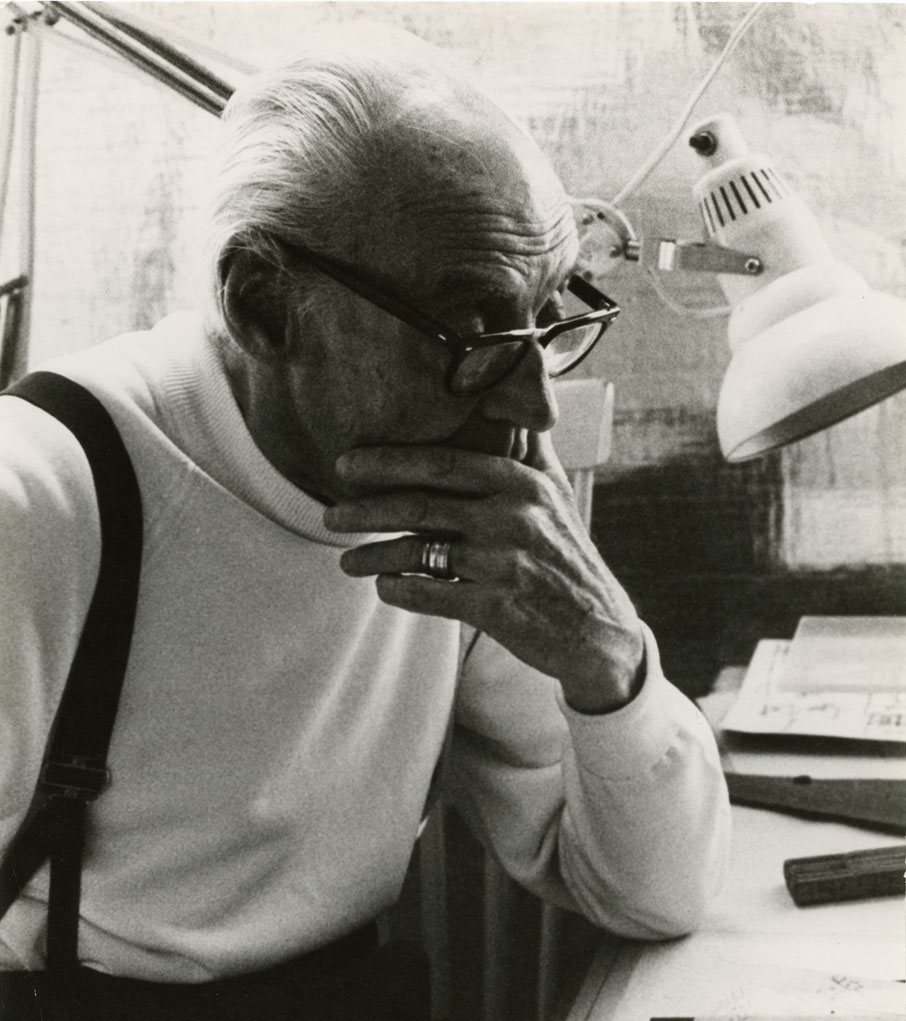
Sigurd Lewerentz, arbetsrummet "svarta lådan", Lund.

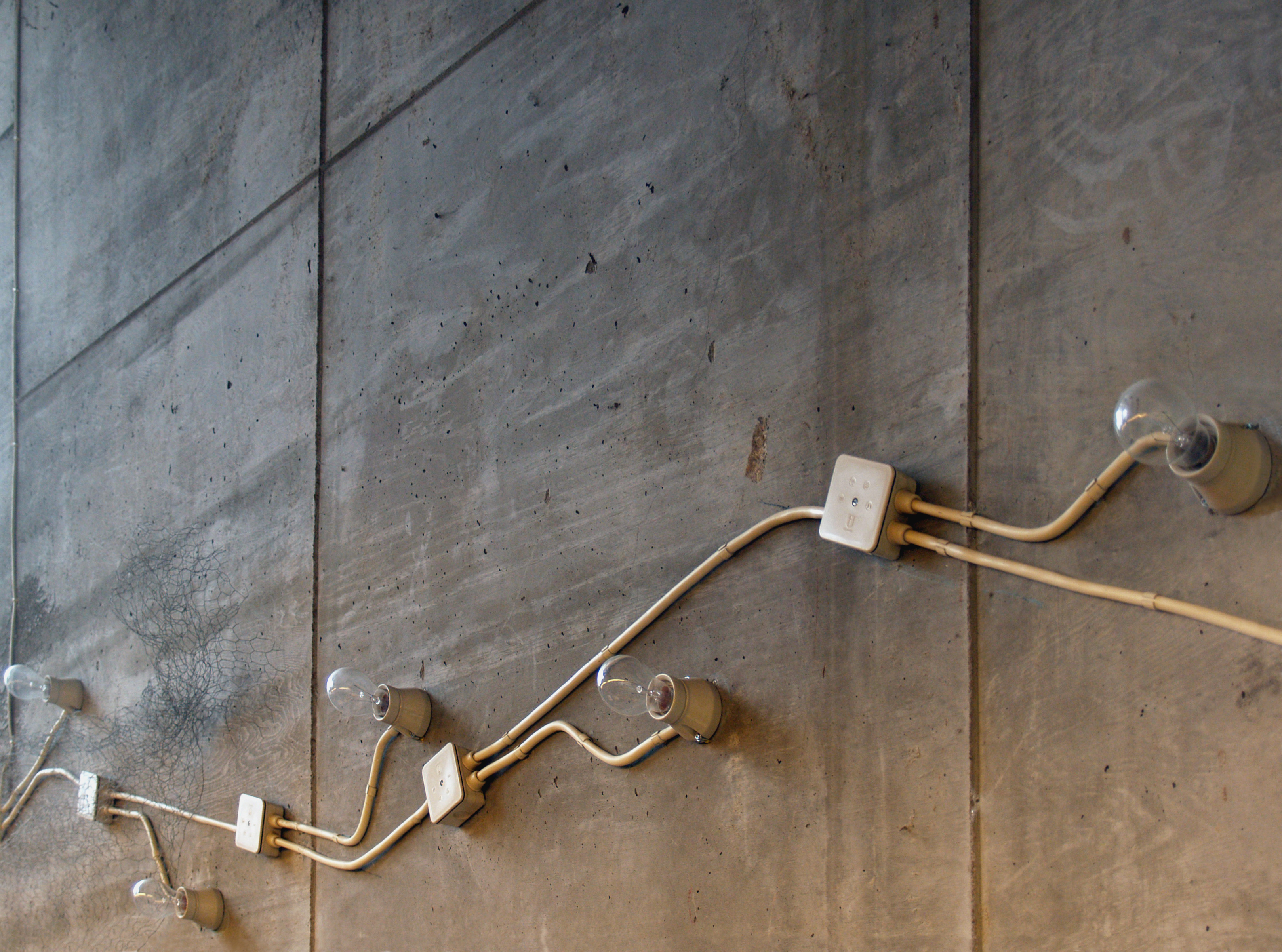
Interiör i Blomsterkiosken (1969).

1958 lämnade Lewerentz Eskilstuna och flyttade med sin fru till Skanör. På 1960-talet återkom han till kyrkobyggnader. Sent i livet ritade Lewerentz två kyrkor i strängt artikulerade tegelformer: Markuskyrkan i Björkhagen och S:t Petri kyrka i Klippan. De räknas idag till de främsta verken i svensk arkitekturhistoria. Markuskyrkan väckte stor uppmärksamhet redan under byggtiden både i Sverige och utomlands, och 1962 fick Sigurd Lewerentz för Markuskyrkan det första Kasper Salin-priset som utdelats. Lewerentz promoverades till teknologie hedersdoktor vid Kungliga Tekniska högskolan 1962.
Nu kom en period med ökat intresse för hans verk från en yngre generation arkitekter verksamma i Lund: Klas Anshelm, Bengt Edman och Bernt Nyberg. De träffade nestorn som de sista åren av sitt liv levde i Lund. Efter att hans fru avlidit 1969 flyttade han till Lund och lät bygga en svart låda med folieklädda innerväggar som en ateljé.
Lewerentz sista byggnad blev den mycket uppmärksammade blomsterkiosken på Östra kyrkogården i Malmö från 1969. Den är uppförd i rå betong och har en enkel radikal form med en långt driven förenkling i nybrutalismens anda, men med en sofistikerad utformning av detaljer. Bland annat är elinstallationerna utanpåliggande i interiören där ledningarna blir en del av interiören. Blomsterkiosken och Östra Kyrkogården lockar arkitekturintresserade besökare från hela världen. Han är begraven på Östra kyrkogården i Malmö.

## Eftermäle
Lewerentz liv och verk visades 2021–2022 i en omfattande utställning, Sigurd Lewerentz: Dödens och livets arkitekt, på ArkDes i Stockholm. Utställningen och ArkDes lyfter fram Lewerentz som ”…en av arkitekturhistoriens mest hyllade och mytomspunna arkitekter. Han är en av de främsta arkitekterna i modern tid och en av de mest betydelsefulla konstnärerna i Sverige någonsin.” I utställningen visades 600 föremål, bland annat ritningar, skisser, fotografier och Lewerentz kontorsmaterial.

## Bildgalleri (verk i urval)

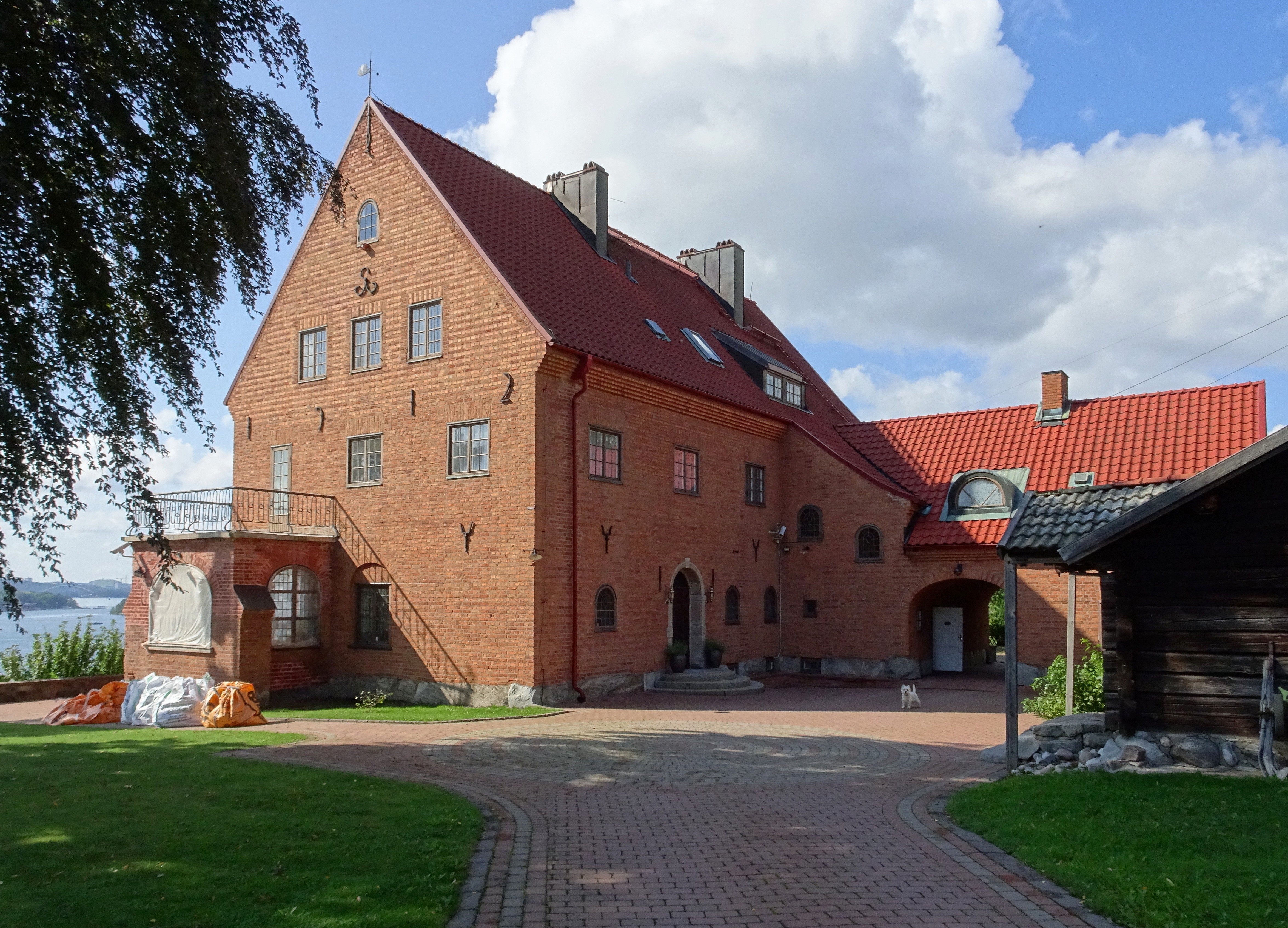
Villa Ericsson, Lidingö (Lewerentz första egna projekt)
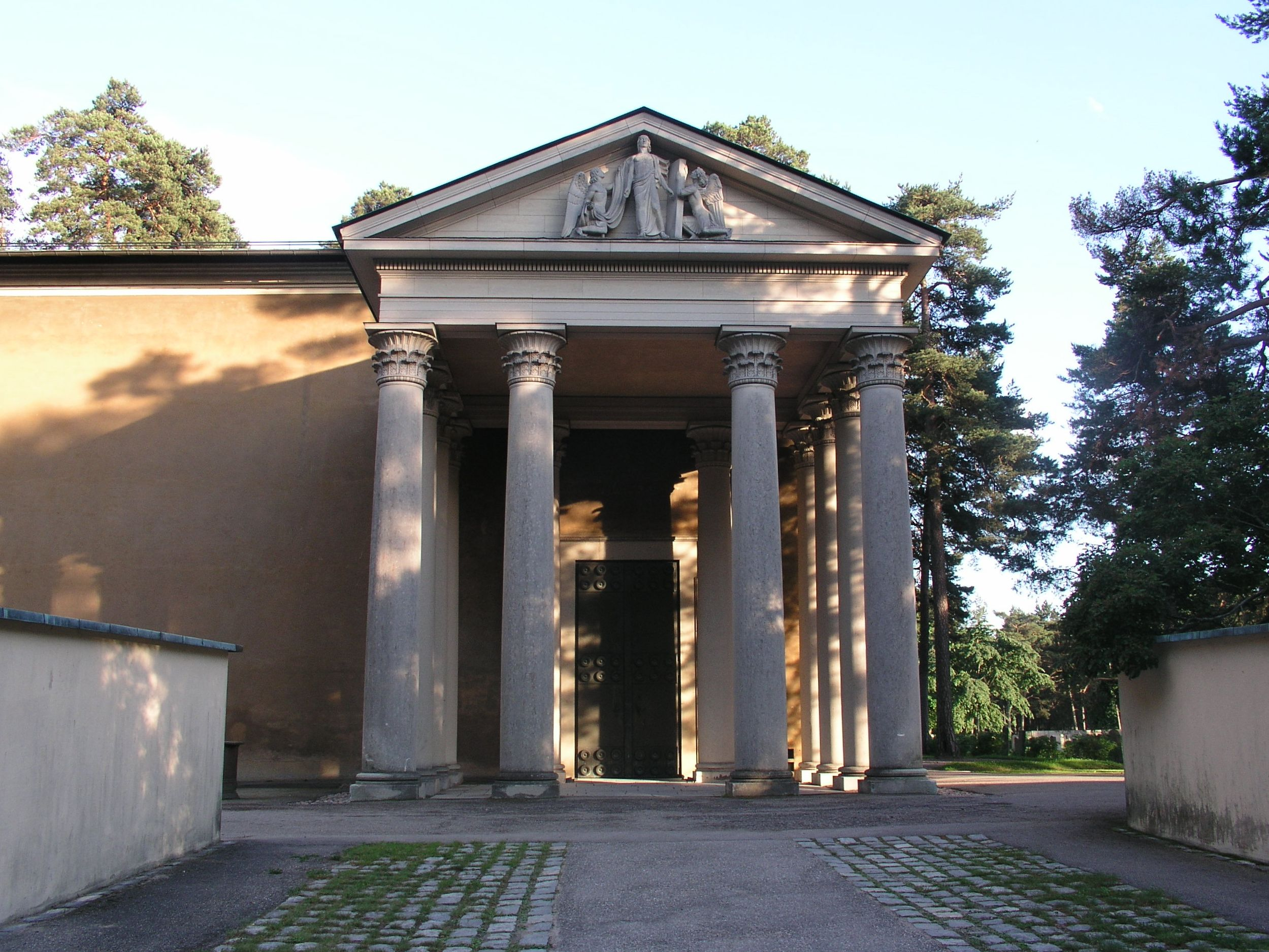
Uppståndelsekapellet, Skogskyrkogården
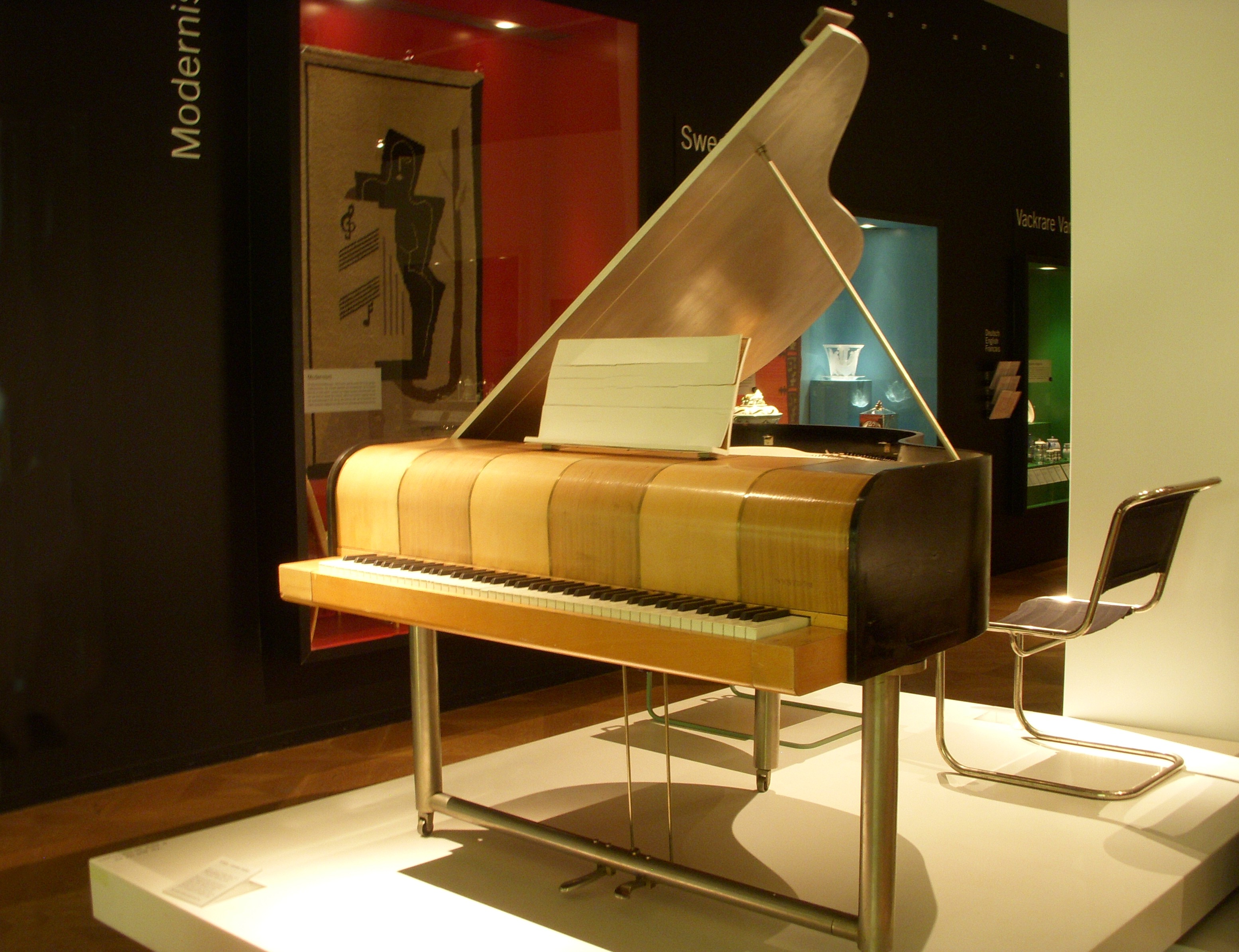
Piano, fanns på Stockholmsutställningen 1930
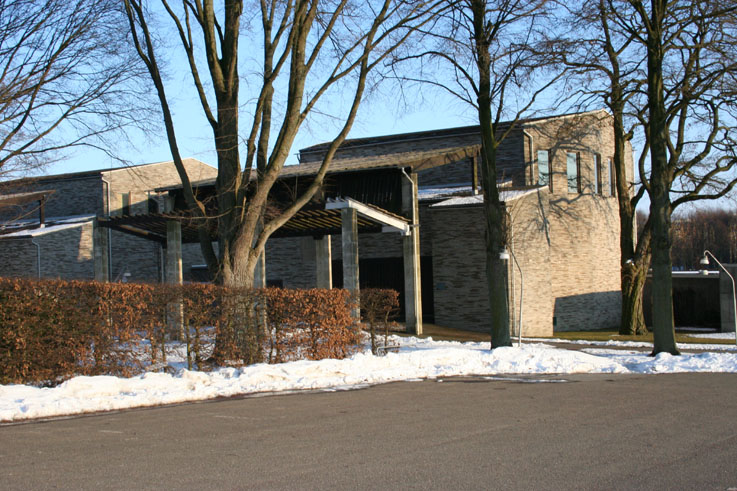
Östra Kyrkogården, Malmö
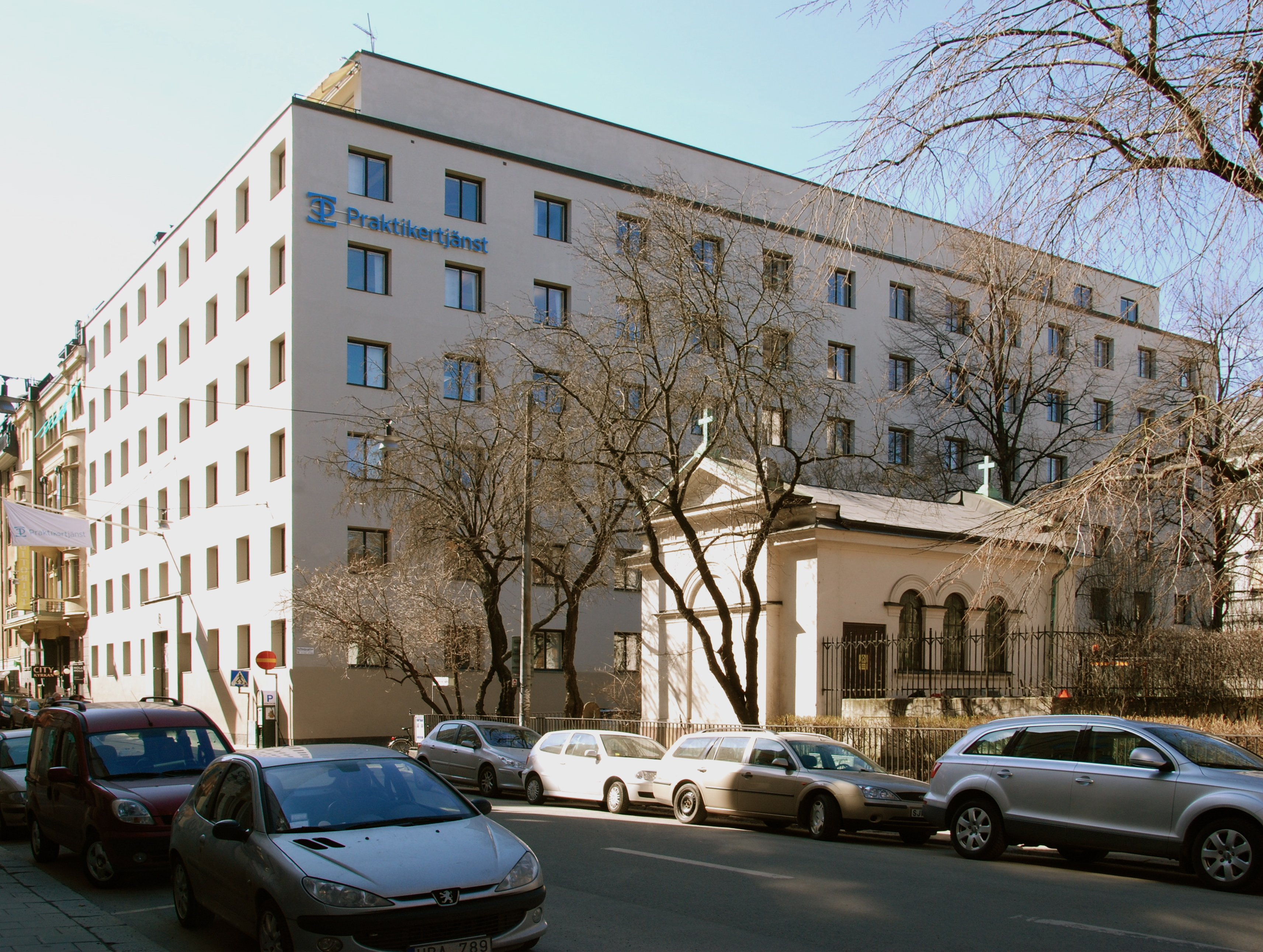
Riksförsäkringsverket
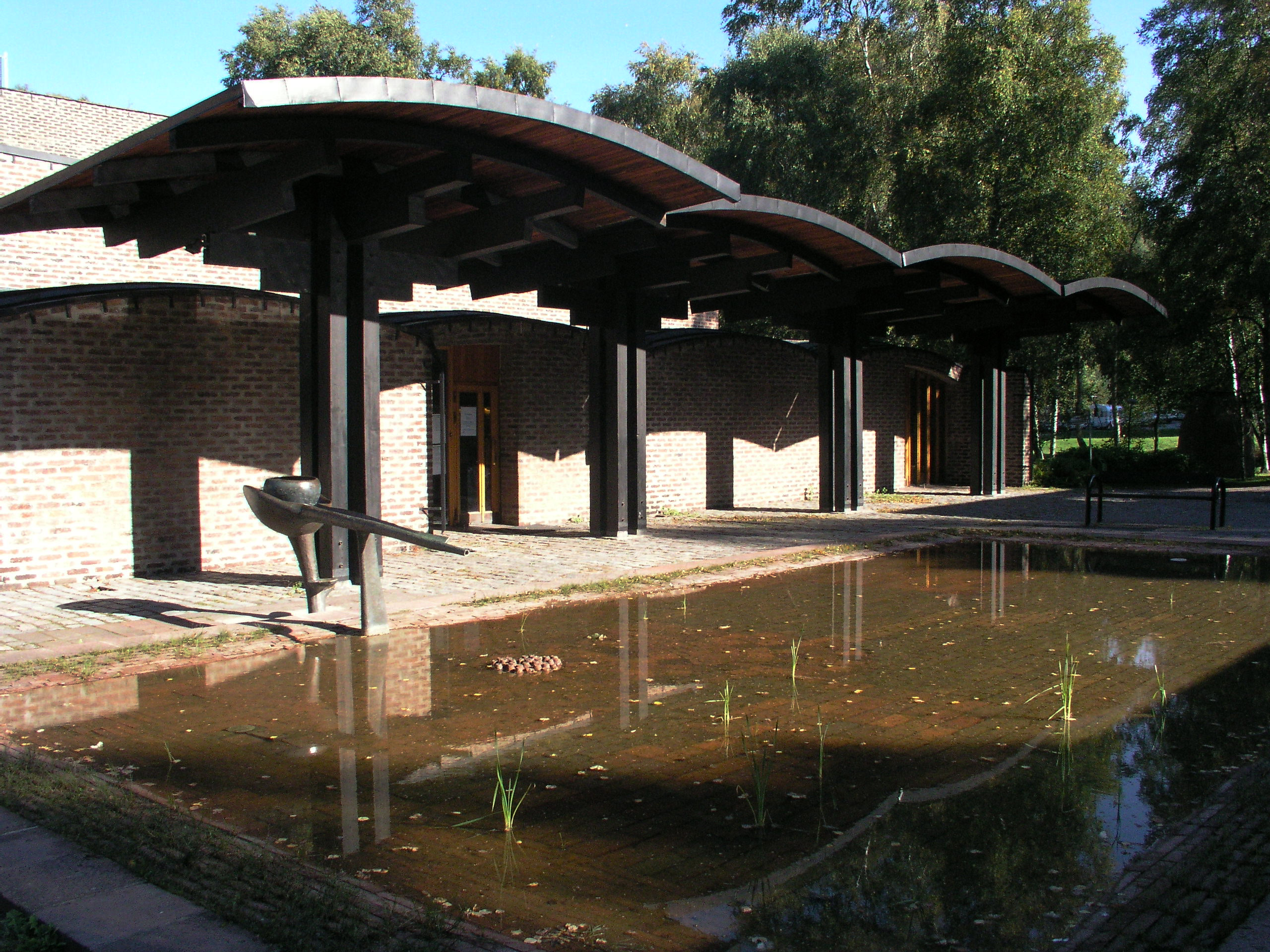
Markuskyrkan, Björkhagen
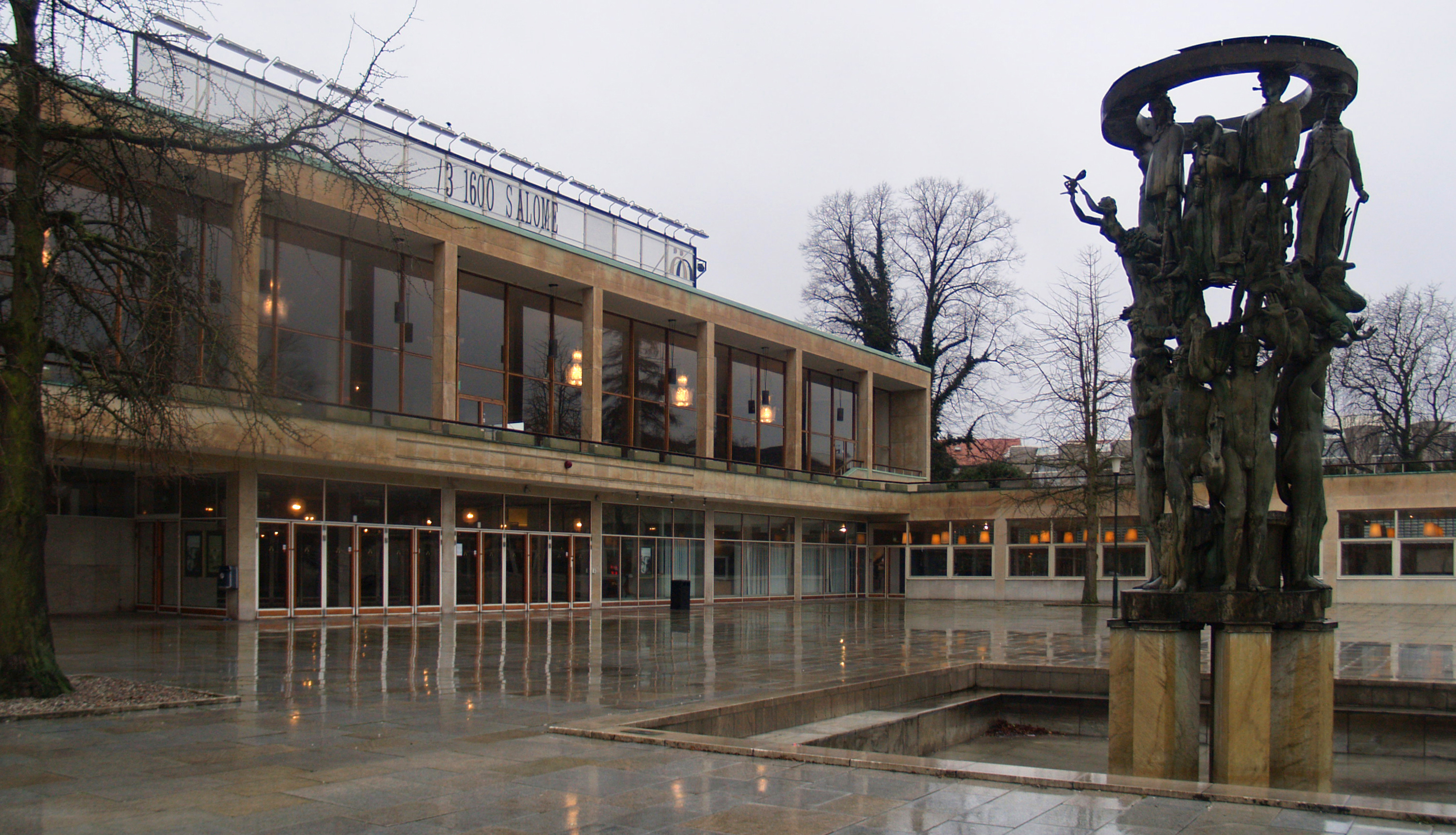
Malmö Opera, tidigare Malmö Stadsteater
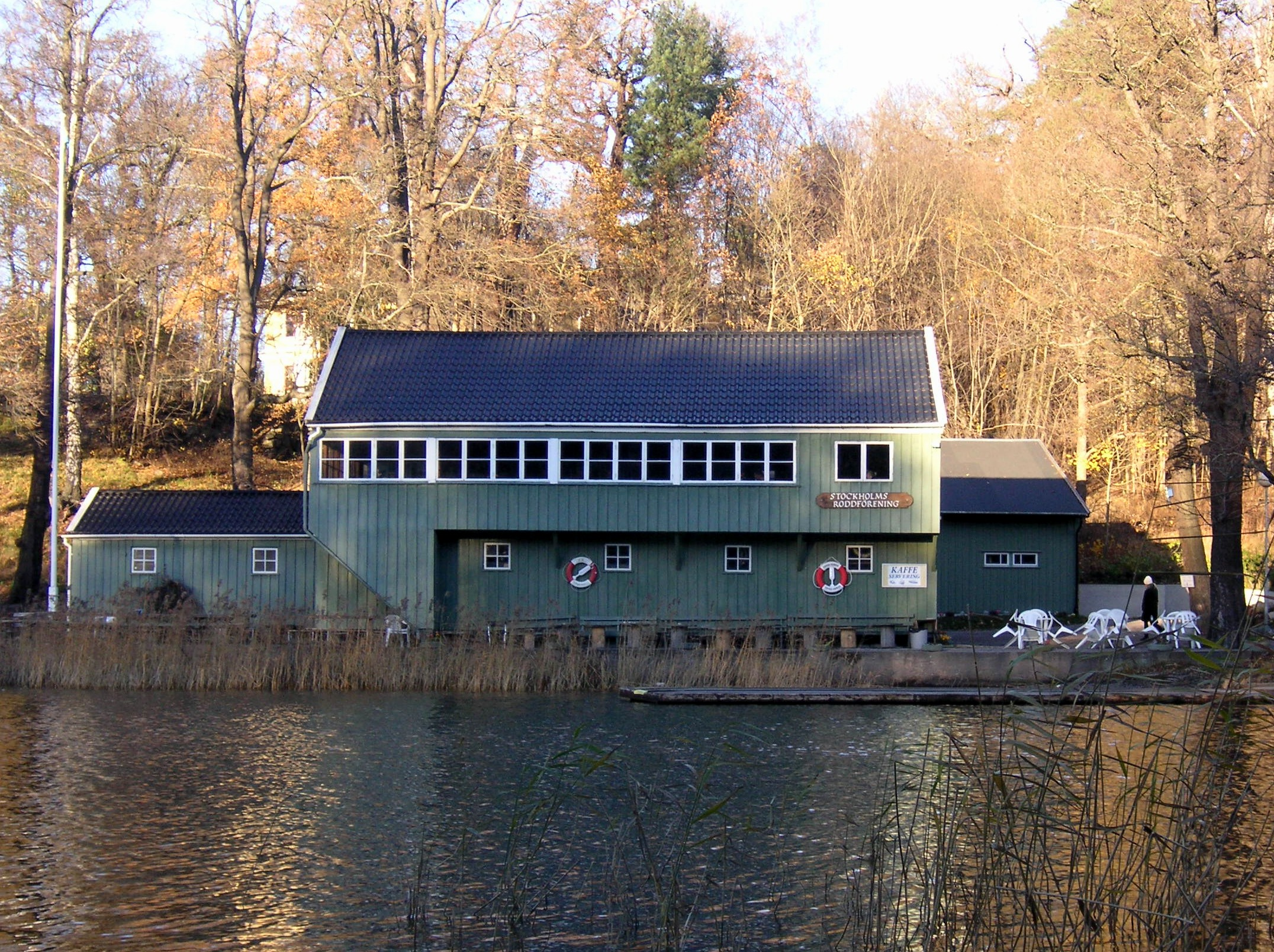
Byggnaden för Stockholms Roddförening på Djurgården
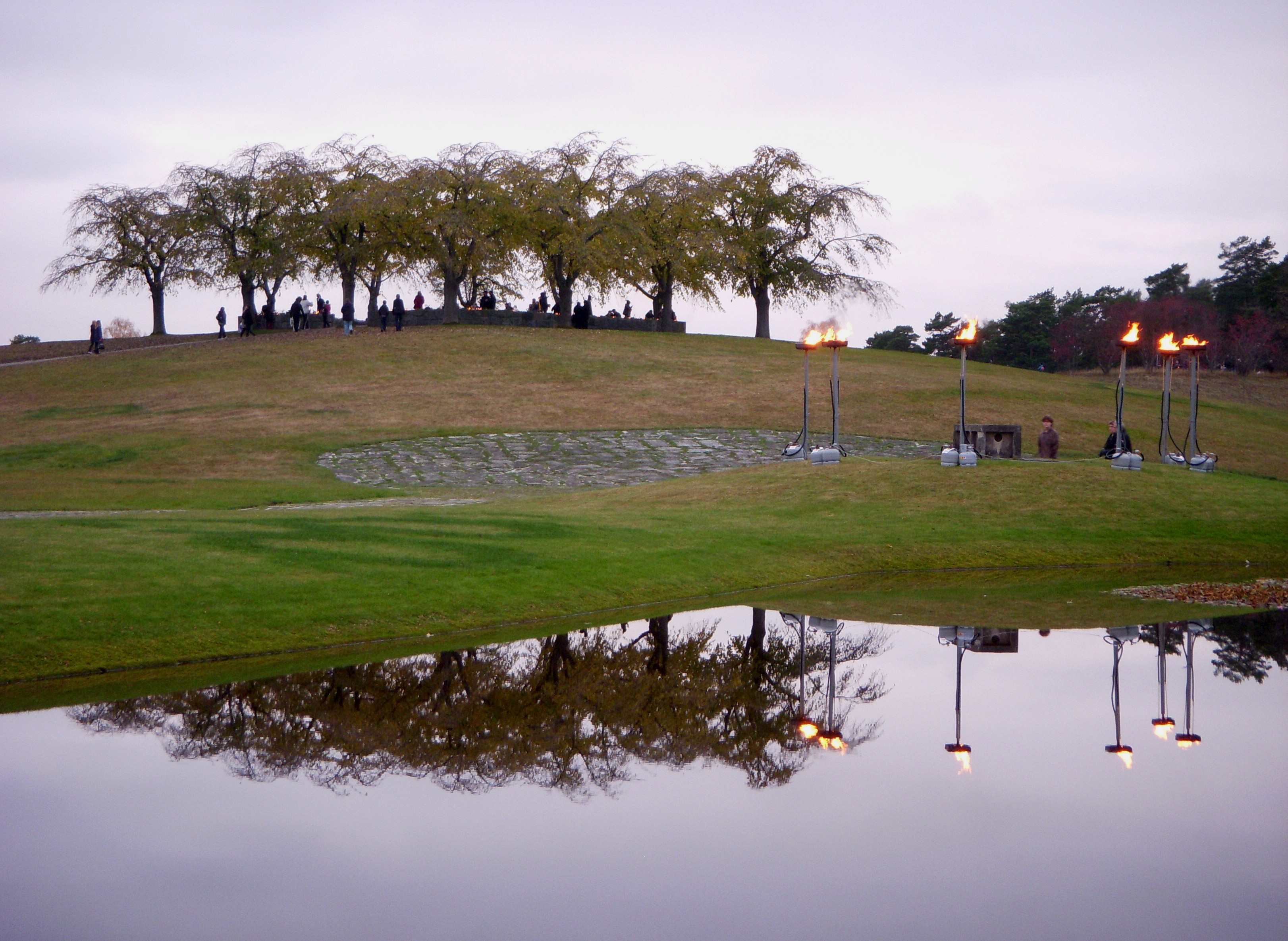
Almhöjden på Skogskyrkogården
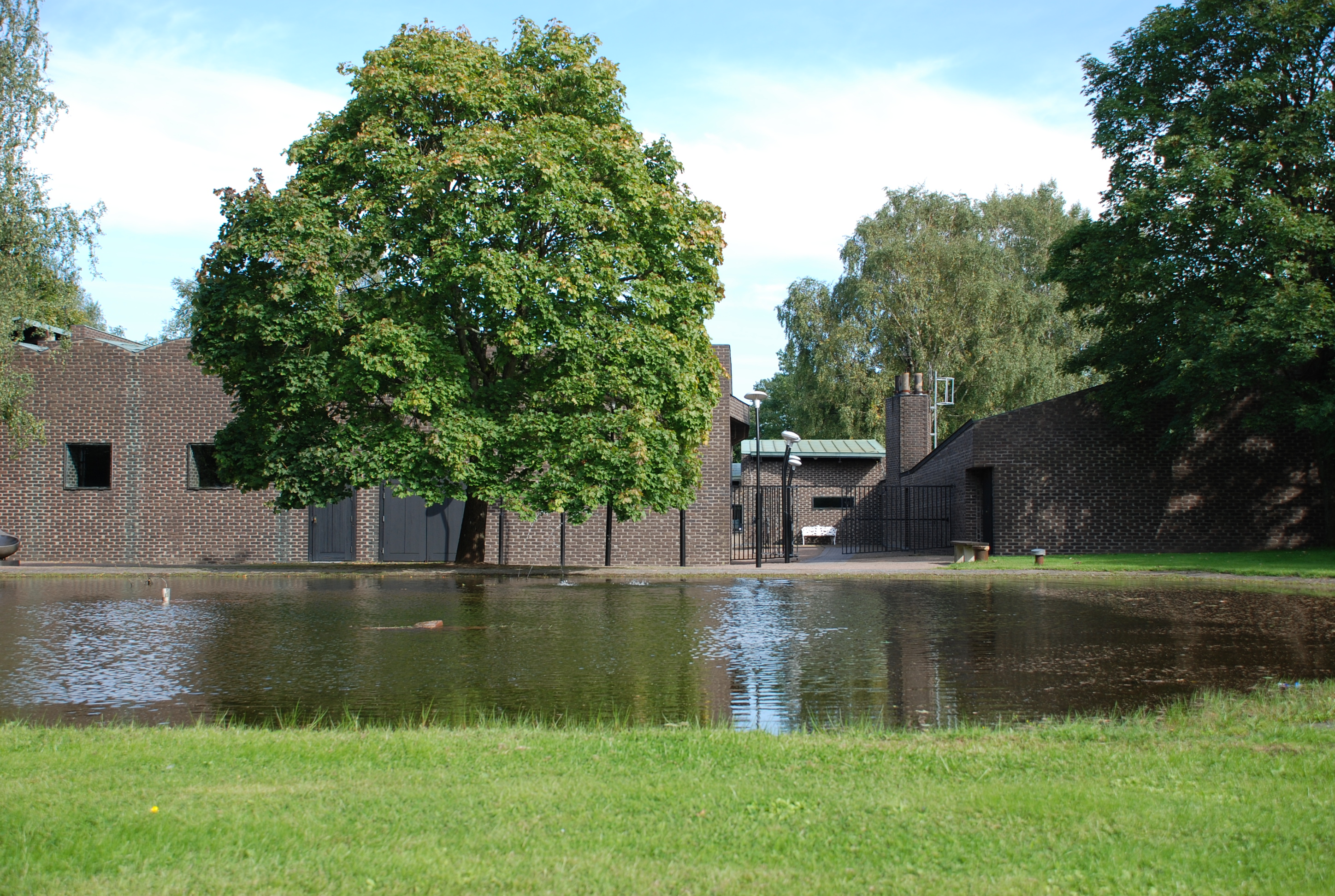
S:t Petri kyrka i Klippan
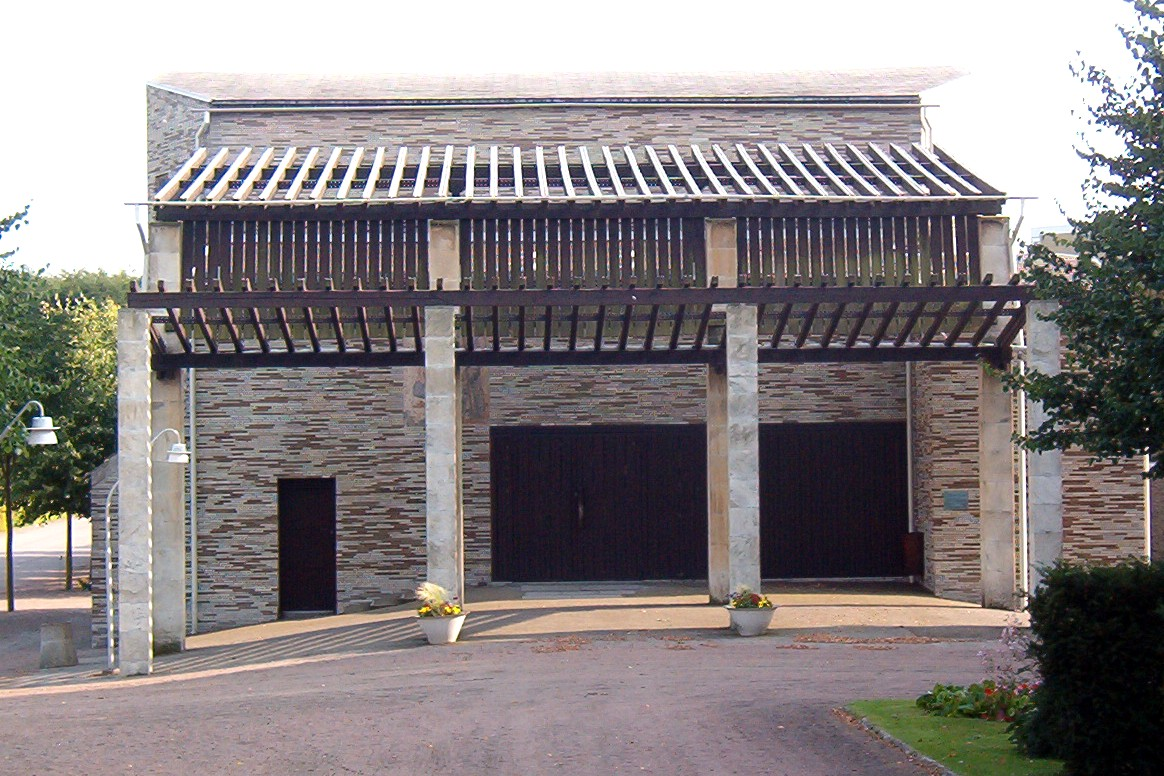
Sankta Gertruds kapell, Malmö
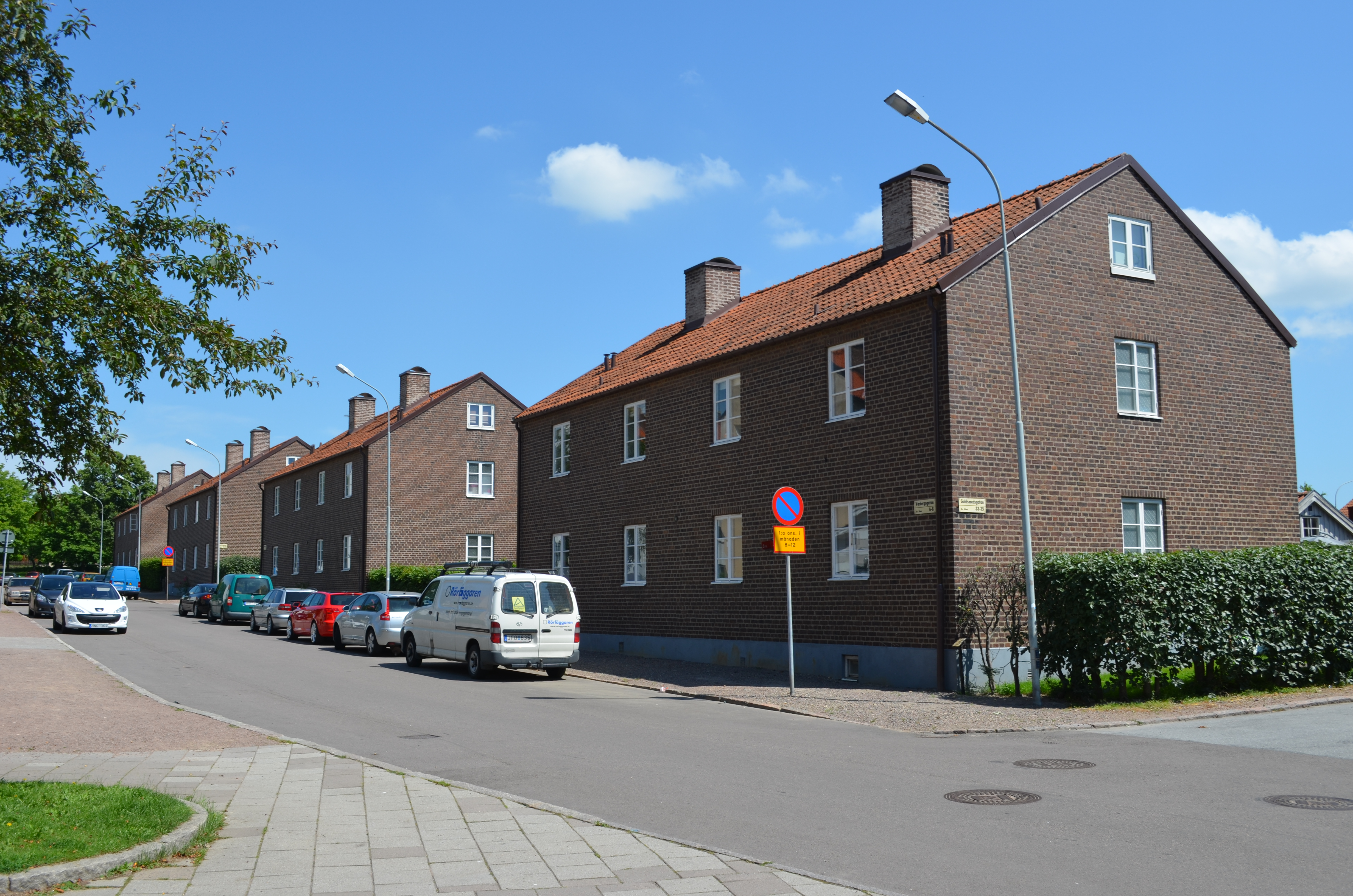
Egnahem, Varbergsgatan

## Byggnadsverk i urval

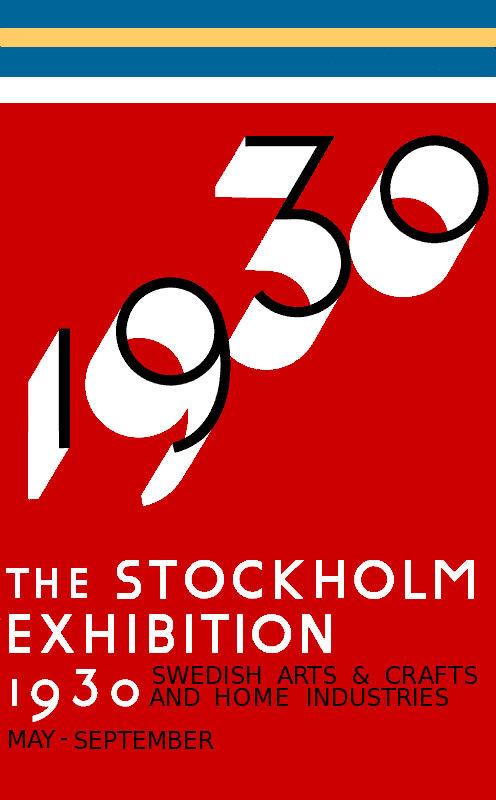
Lewerentz' affisch till Stockholmsutställningen.

- 1912 Stockholms Roddförenings båthus vid Djurgårdsbrunnkanalen i Stockholm
- 1912 Villa Ericsson i Högberga, Högudden på Lidingö (med Torsten Stubelius)
- 1914 Villa Ahxner i Djursholms Ösby (med Torsten Stubelius)
- 1914 Villa Rahmen Helsingborg (med Torsten Stubelius)
- 1917 Arbetarbostäder, Eneborg, Helsingborg (med Torsten Stubelius)
- 1917-1969 Östra kyrkogården i Malmö
- 1919 Begravningsplats (utvidgning) Stora Tuna församling
- 1918-1925 Skogskyrkogården och Uppståndelsekapellet i Stockholm. Världsarv 1994
- 1921 Kapell och begravningsplats i Kvarnsveden
- 1923 Röda Bergen i Stockholm (tillsammans med andra bearbetat planen från 1909)
- 1929-1930 Bostadshus Kungstensgatan 27 i Stockholm
- 1930 Stockholmsutställningen 1930, bl.a. utställningslogo och villa
- 1929-1931 Svenska Philips-huset, kontors-, fabriks- och magasinsbyggnader, Gävlegatan 16-18, Stockholm[19]
- 1931 Sankt Olofs Kapell och begravningsplats i Enköping
- 1930-1932 Riksförsäkringsanstalten i Stockholm. BM 1993
- 1941-1943 Klockstapel, Östra kyrkogården, Malmö[20]
- 1935-1944 Sankta Gertruds kapell och Sankt Knuts kapell, Östra kyrkogården, Malmö
- 1933-1944 Malmö stadsteater, numera Malmö Opera (med David Helldén och Erik Lallerstedt). BM 1994
- 1937 Villa Edstrand i Falsterbo
- 1956-1960 Markuskyrkan i Björkhagen, Stockholm
- 1963-1966 Sankt Petri kyrka i Klippan
- 1969 Blomsterkiosk vid entrén till Östra kyrkogården i Malmö